# Kálvária-hegy (Pesthidegkút)
A Kálvária-hegy, vagy Pesthidegkúti Kálvária-hegy a Budai-hegység egyik magaslata Budapest, illetve a II. kerület, valamint Solymár közigazgatási határán. A hegy névadója és legfontosabb nevezetessége az egykori Pesthidegkút község, ma azonos nevű városrész római katolikus egyházközségének keresztútja, de a magaslat jelentős turisztikai vonzereje a hegycsúcsról nyíló, csaknem teljes körpanoráma is, melynek révén a II. kerület nagy része, úgyszólván az egész Solymári-völgy, a Budai-hegység és a Pilis tekintélyes hányada belátható innen, illetve jól látható a főváros számos más része is.

## Fekvése
A hegy Budapest közigazgatási határán, a II. kerület legészakibb pontja közelében emelkedik, északi lejtői már nagyrészt Solymár területén helyezkednek el. A főváros és Solymár határvonala kelet felől, a hegyet a szomszédos Szarvas-hegytől elválasztó nyeregtől egészen a fő csúcsig nagyjából a hegy (közel kelet-nyugati irányú) gerincvonalán halad, így a csúcstól délre eső lejtői a II. kerületben, északi lejtői Solymár területén találhatók. A fő csúcsot elhagyva a városhatár egy darabig még a hegygerinc vonalában halad, ott egy rövid szakasz erejéig éles szögben északnak fordul, majd egy újabb kanyart követően a hegy északi lejtőjén halad tovább nyugat felé, így a hegy nyugati fele már nagyobb részben a főváros közigazgatási területéhez tartozik.

## Leírása
A Kálvária-hegy kétcsúcsú hegy, a fő csúcs magassága 384 méter, melytől nyugatra egy hosszan elnyúló fennsíkszerű része is van a hegynek, a közel sík felszínű, körülbelül 350 méteres magasságban húzódó platóból csekély magasságba kiemelkedő második csúccsal. Alapkőzete a környék hegyvonulatának más magaslataihoz hasonlóan dolomit, amit hárshegyi homokkő fed. Meredek északi, a Solymári-völgyre néző oldala sűrűn beerdősült, főleg tölgyerdő borítja; nem sokkal lankásabb déli oldalán inkább karsztbokorerdő jellegű növénytársulások alakultak ki, illetve a déli hegylábat majdnem teljes hosszában felparcellázták üdülőtelkek céljára. A csúcs környéke jobbára fátlan.
A Budai-hegységen belül a nagyjából északnyugat-délkeleti irányban húzódó Hármashatár-hegyi tömbhöz tartozik, annak egyik jól elkülönülő, és jellegzetes alakja miatt észak és dél felől is könnyen felismerhető eleme; nyugati és keleti szomszédai, a Les-hegy (320 méter) és a Felső-patak-hegy (312 méter), illetve a Szarvas-hegy (356 méter) is alacsonyabb kiemelkedések.

## Kultúrtörténete

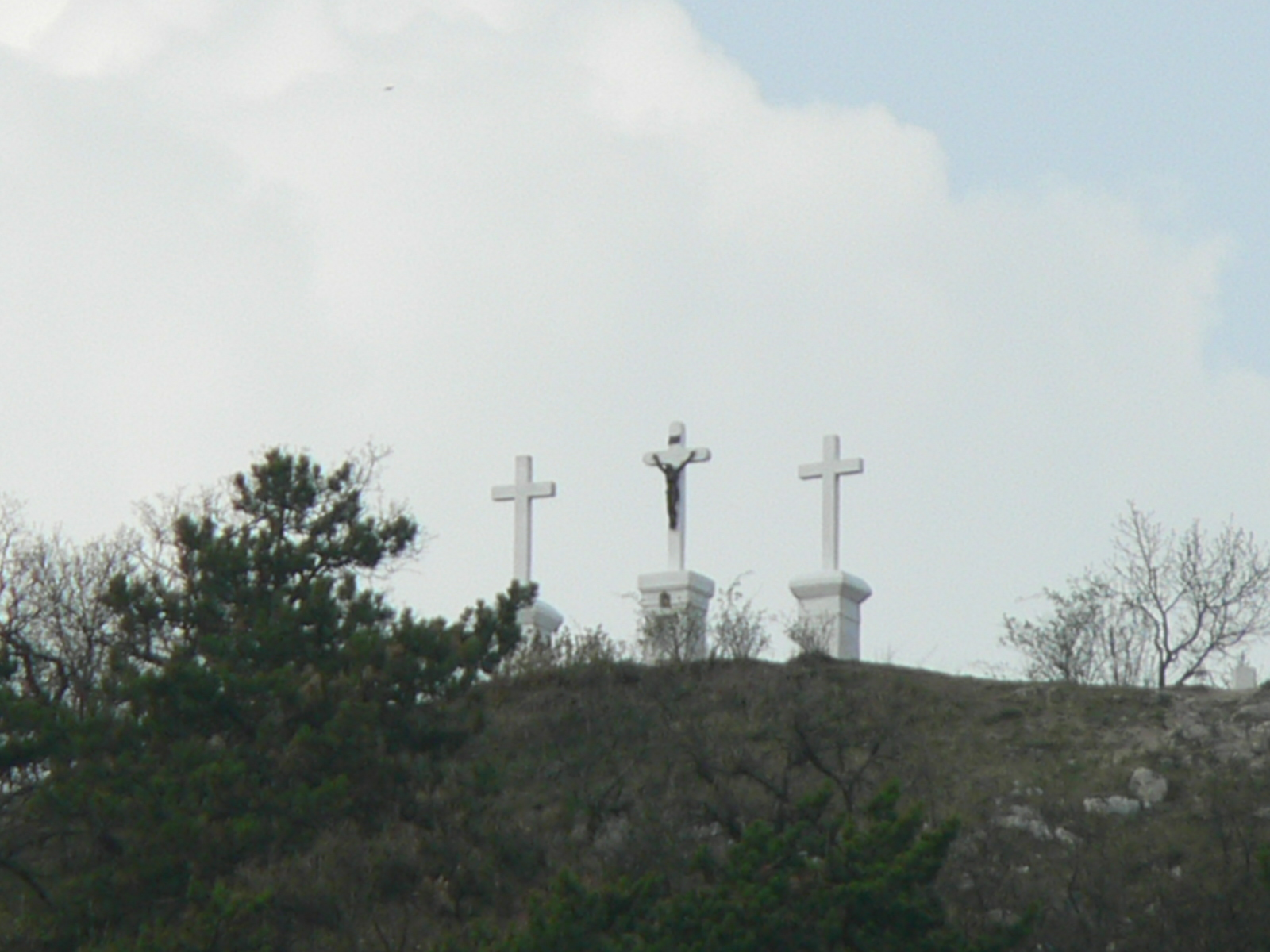
A kálvária keresztjei távolról nézve

A hegyen alakították ki Pesthidegkút katolikus lakói a település kálváriáját. A stációk által kijelölt útvonal délkelet felől, a Tökhegyi út irányából kapaszkodik fel a hegycsúcsra, ahol három szépen kiképzett kőkereszt zárja le a keresztutat. a középsőn fém korpusszal. A kálvária keletkezési ideje nem ismert, de egy bizonytalan adat szerint már az 1700-as évek végén is lehetett itt keresztút. A stációk jelenlegi képeit V. Majzik Mária készítette.
A csúcson áll a 933. számú háromszögelési pont is (földrajzi koordinátái: N 47°34.614, E 18°57.567, 384 méter).

## Turizmus

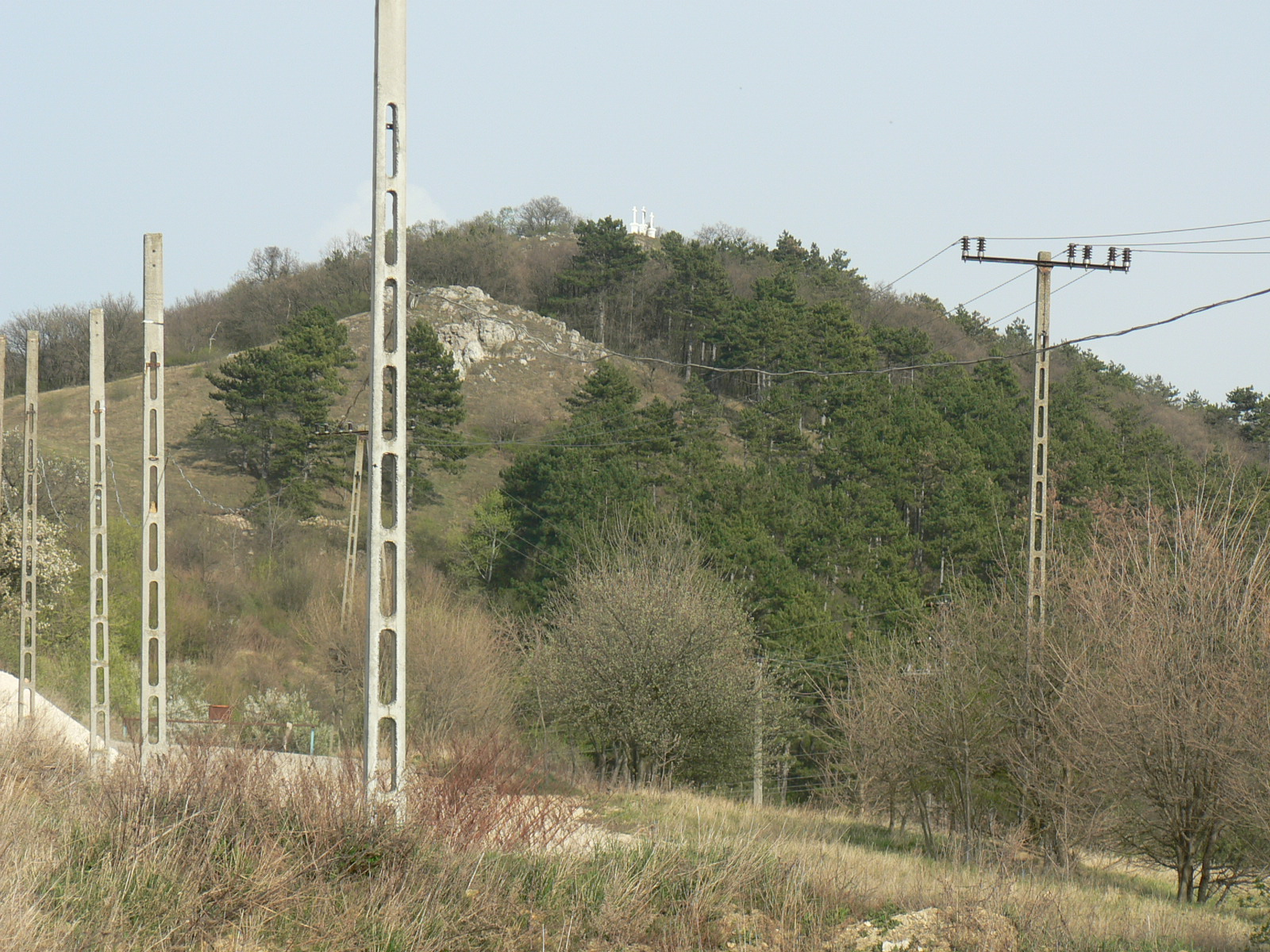
A Kálvária-hegy nyugat felől

A Kálvária-hegy közelében több jelzett turistaút is elhalad, a hegy hosszában – a gerinctől északabbra – a sárga jelzés húzódik, a csúcsra pedig a sárga háromszög jelzésű út vezet fel. A hegyet teljesítménytúrák útvonalai is érintik.